# Illa de la Llum
L'Illa de la Llum és un conjunt de dos gratacels al polígon de Diagonal Mar de Barcelona.

## Descripció
Fout projectat el 2001 i construït entre 2002 i 2005, i ocupa un solar irregular de grans dimensions, a tocar del Parc Diagonal Mar, i va obtenir el premi Construmat 2007 a la Innovació Tecnològica.
L'edifici Illa de la Llum 1 té 26 plantes i una alçada de 88 m; el segon gratacel, anomenat Illa de la Llum 2, té 18 plantes i fa 64 m d'alçada.